# Сороки-Львовские
Сороки-Львовские (укр. Сороки-Львівські) — село в Мурованской сельской общине Львовского района Львовской области Украины.
Население по переписи 2001 года составляло 1378 человек. Занимает площадь 1,86 км². Почтовый индекс — 81120. Телефонный код — 322.